# Charlotte Brontë
Charlotte Brontë (/ˈbrɒnti/) (21 tháng 4 năm 1816 – 31 tháng 3 năm 1855) là một tiểu thuyết gia Anh, là chị cả trong 3 chị em nổi tiếng Brontë, tác giả của những tiểu thuyết xếp vào hàng kinh điển của văn học Anh. Charlotte Brontë, người dùng bút danh Currer Bell, được biết đến với Jane Eyre, một trong những tiểu thuyết tiếng Anh nổi tiếng nhất mọi thời đại.

## Cuộc đời

### Thời thơ ấu
Charlotte sinh tại Thornton, Bắc Yorkshire, Anh năm 1816, con thứ ba trong 6 anh chị em, bố Patrick Brontë (hay "Patrick Brunty"), một mục sư gốc Ireland và mẹ Maria Branwell. Tháng 4 năm 1821, gia đình Brontë chuyển đi cách vài dặm đến Haworth, nơi Patrick được bổ nhiệm làm phó Giám mục. Maria Branwell Brontë mất vì ung thư ngày 15 tháng 9 năm 1821, để lại năm con gái và một bé trai cho người chị em Elizabeth Branwell chăm sóc. Tháng 8 năm 1824, Charlotte cùng ba chị em; Emily, Maria và Elizabeth, được gửi đến trường nữ sinh Clergy ở Cowan Bridge, Lancashire (nơi bà miêu tả như trường Lowood trong Jane Eyre). Sống chật vật, sức khoẻ của bà suy giảm và không lâu sau hai chị cả, Maria (sinh 1814) và Elizabeth (sinh 1815), mất vì bệnh lao tháng 5 năm 1826 ngay khi rời khỏi trường.
Tại tư dinh cha xứ Haworth, Charlotte và các em; Branwell, Emily và Anne — bắt đầu ghi nhật ký về cuộc sống hàng ngày và những cuộc chiến đấu giữa các vương quốc tưởng tượng. Charlotte và Branwell viết truyện ngắn về đất nước Angria của họ; Emily và Anne viết phóng sự và làm thơ về vương quốc Gondal. Loạt truyện được trau chuốt tỉ mỉ và góp chung (vẫn còn sót lại bản thảo) tạo cho lũ trẻ những kỉ niệm thú vị thời niên thiếu, chuẩn bị cho thiên hướng văn học nảy nở khi trưởng thành.

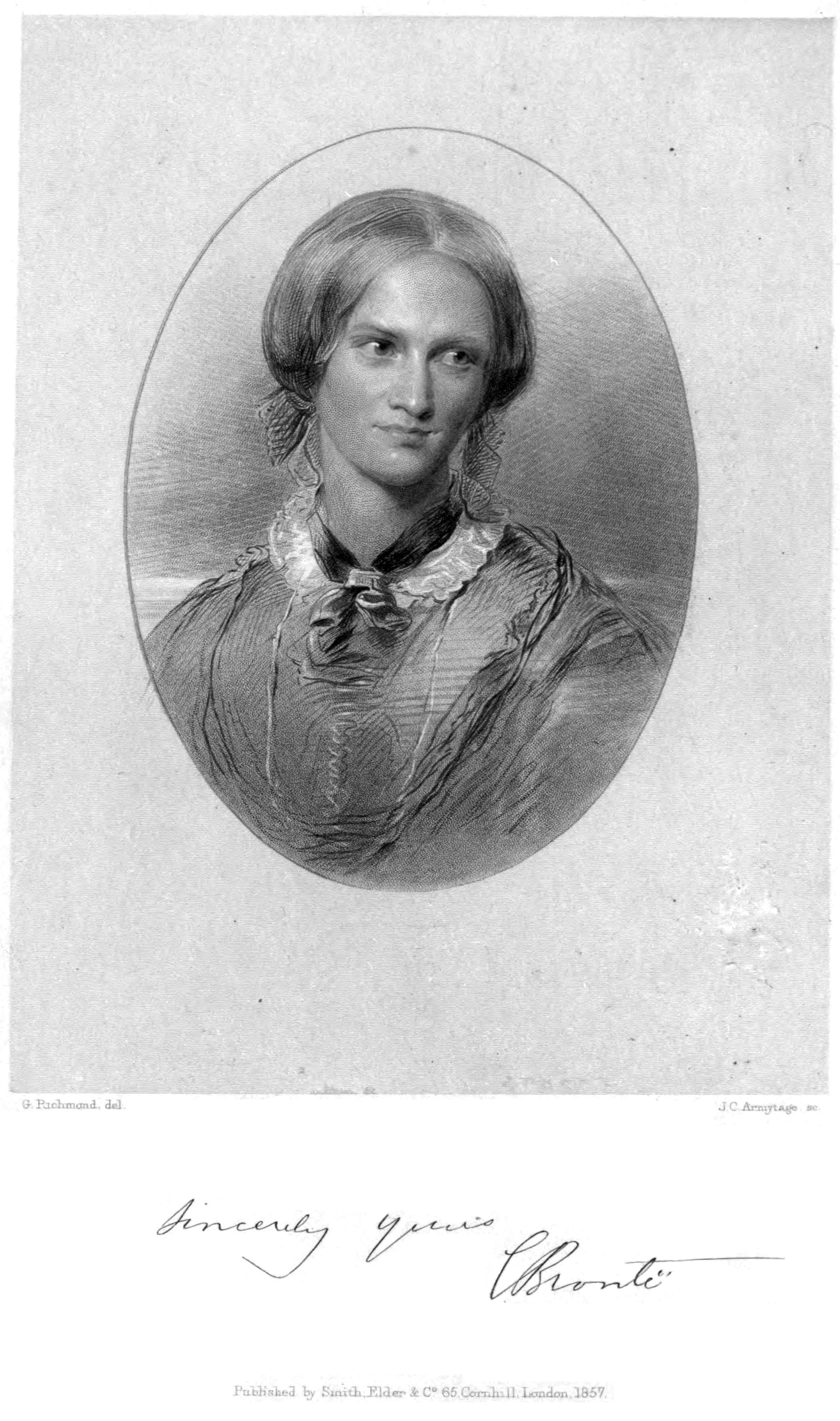
Charlotte Brontë năm 1854

### Trưởng thành
Charlotte tiếp tục học tại Roe Head, Mirfield từ năm 1831 đến 1832, nơi bà gặp những người bạn suốt đời, Ellen Nussey và Mary Taylor. Năm 1833 bà viết tiểu thuyết vừa Chú lùn xanh dưới bút danh Wellesley. Charlotte trở thành cô giáo từ năm 1835 đến 1838. Năm 1839 bà có địa vị như giáo viên của nhiều gia đình tại Yorkshire, duy trì cho đến năm 1841. Năm 1842 bà và Emily tới Brussels để nhận một học bổng thành lập bởi Constantin Heger (1809 – 1896) và vợ ông Claire Zoé Parent Heger (1814 – 1891). Ở ngoại quốc, Charlotte dạy Anh văn và Emily dạy nhạc. Thời gian học bị cắt ngắn bởi cái chết của dì Elizabeth Branwell tháng 10 năm 1842. Charlotte một mình trở lại Brussels tháng 1 năm 1843 để hoàn thành học phần. Năm thứ hai trong học bổng là một năm không suôn sẻ; bà cô độc, đau yếu và bám chặt lấy Constantin Heger. Cuối cùng bà quay về Haworth tháng 1 năm 1844. Về sau bà dùng thời gian du học làm bối cảnh cho Giáo sư và Villette.
Tháng 5 năm 1846, Charlotte, Emily và Anne xuất bản một tập thơ chung lấy bút danh Currer, Ellis và Acton Bell. Mặc dù cuốn sách thất bại (chỉ bán được hai bản), bà chị em vẫn kiên trì viết và bắt đầu với thể loại tiểu thuyết. Charlotte tiếp tục sử dụng tên "Currer Bell" khi xuất bản quyển thứ nhất và thứ hai.

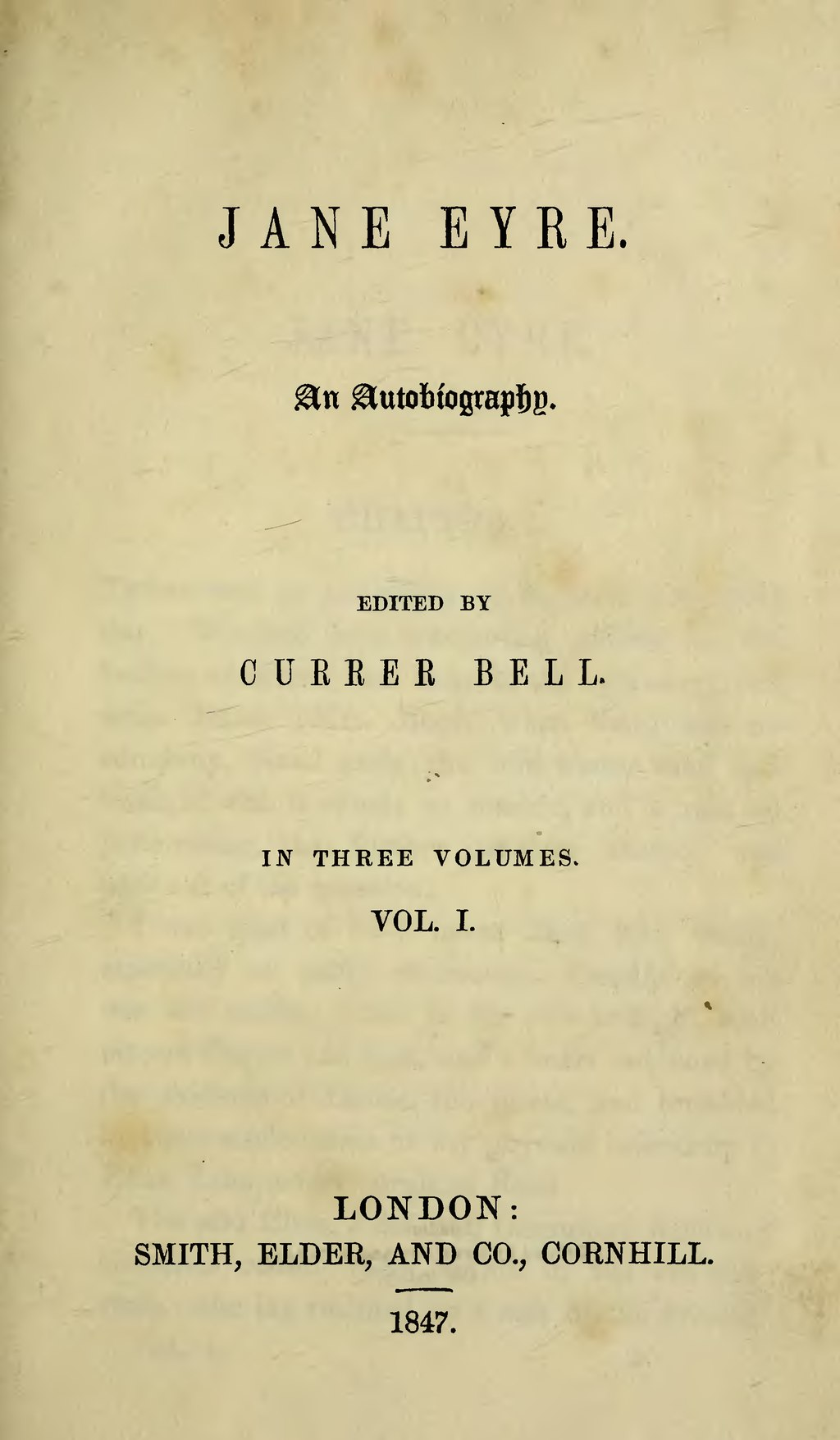
Trang đầu, bản in lần đầu của Jane Eyre

Tiểu thuyết của bà gây ấn tượng mạnh với giới phê bình. Nhiều nhà nghiên cứu bắt đầu quan tâm đến việc tìm ra Currer Bell, và liệu Bell là phụ nữ hay đàn ông.
Em trai của Charlotte - Branwell - con trai độc nhất của gia đình, chết vì viêm phế quản mãn tính và suy nhược trầm trọng do nghiện rượu tháng 9 năm 1848, mặc dù Charlotte vẫn tin em mình chết vì bệnh lao. Branwell còn nghiện cả thuốc phiện. Emily và Anne cũng lần lượt chết vì lao tháng 12 năm 1848 và tháng 5 năm 1849.
Charlotte và bố sống cô độc. Do thành công vang dội của Jane Eyre, bà bị nhà xuất bản thuyết phục đến London tiết lộ danh tính và được đẩy lên địa vị xã hội cao quý, làm bạn bè của Harriet Martineau, Elizabeth Gaskell, William Makepeace Thackeray và G. H. Lewes. Tác phẩm của bà châm ngòi cho phong trào bình đẳng giới trong văn học. Nhân vật chính, Jane Eyre trong cuốn tiểu thuyết cùng tên có mối tương đồng với chính bà, một phụ nữ kiên cường. Tuy nhiên, bà không bao giờ rời khỏi Haworth quá vài tuần vì không muốn để bố lại một mình.

### Kết hôn và qua đời
Tháng 6 năm 1854, Charlotte cưới Arthur Bell Nicholls, phó Giám mục của cha mình, và có thai ngay sau đó. Sức khỏe bà xuống dốc trầm trọng, và theo Elizabeth Gaskell, bà bị hành hạ bởi "cảm giác buồn nôn không dứt và thường xuyên bị choáng"  Charlotte mất cùng với đứa bé chưa ra đời ngày 31 tháng 3 năm 1855 khi mới 38 tuổi. Cái chết có thể do bệnh lao, nhưng nhiều nhà tiểu sử suy đoán do mất nước và suy dinh dưỡng do hay nôn mửa vì ốm nghén. Cũng có ý kiến cho rằng Charlotte chết do virut nhiễm phải từ Tabitha Ackroyd, người hầu già nhất trong nhà Brontë đã chết trước bà không lâu. Charlotte được an táng trong hầm mộ gia đình tại nhà thờ "St. Michael và các thánh thần", Haworth, Tây Yorkshire, Anh.
Cuộc đời Charlotte Brontë, cuốn tiểu sử Charlotte Brontë,tác giả Elizabeth Gaskell, xuất bản sau khi bà qua đời là cuốn đầu tiên trong nhiều tiểu sử về Charlotte đã xuất bản.

## Tiểu thuyết
- Jane Eyre, 1847
- Shirley , 1849
- Villette, 1853
- Giáo sư, viết trước Jane Eyre và xuất bản sau khi chết năm 1857
- Emma, chưa hoàn thành; Charlotte Brontë mới viết 20 trang. Cuốn sách được viết tiếp bởi nhà văn Clare Boylan và phát hành năm 2003 dưới tiêu đề Emma Brown.